# Phare de Pentland Skerries
Le phare de Pentland Skerries ou phare de Muckle Skerry, est un phare situé sur Muckle Skerry l'une des îles inhabitées de l'archipel des Pentland Skerries (Orcades) au nord des Highlands en Écosse.
Ce phare est géré par le Northern Lighthouse Board (NLB) à Édimbourg, l'organisation de l'aide maritime des côtes de l'Écosse.
Il est maintenant protégé en tant que monument classé du Royaume-Uni de catégorie A.

## Le phare
Le phare, toujours en activité, a été conçu par les ingénieurs civils écossais Thomas Smith David Stevenson Robert Stevenson et Thomas Stevenson en 1794 et reconstruit en 1820. C'est une tour cylindrique en pierre blanche de 36 m de haut, avec galerie ocre et lanterne noire. Elle est attenante aux maisons des gardiens d'un seul étage et entourée d'un mur de pierre blanche.
La station a été électrifiée en 1939 avec un générateur diesel. Le 22 février 1941, un avion allemand a mitraillé les bâtiments du phare mais, heureusement, personne ne fut blessé et la structure ne fut que très peu endommagée. À partir de 1972, c'est un hélicoptère qui assura le ravitaillement en remplacement du bateau. Le phare a été automatisé en 1994.
La station est située en haut des falaises de l'île et son feu, trois éclats blancs toutes les 30 secondes, marque l'entrée orientale du Pentland Firth.
Identifiant : ARLHS : SCO-169 - Amirauté : A3562 - NGA : 3020.

### Ancien phare
Il a été conçu par les mêmes ingénieurs et mis en service en 1794. Il est inactif depuis 1895. C'est une tour ronde blanche en pierre de 18 m de haut avec galerie. La lanterne a été enlevée. Plus utilisée comme un phare, la tour loge depuis 1909 le klaxon de brouillard de la station et sonne une fois toutes les 90 secondes.
Identifiant : ARLHS : SCO-340.

### Lien connexe
- Liste des phares en Écosse